# Syndaesia mastix
Syndaesia mastix är en spindeldjursart som beskrevs av Paul Jean Baptiste Maury 1980. Syndaesia mastix ingår i släktet Syndaesia och familjen Daesiidae. Inga underarter finns listade i Catalogue of Life.